# Bryconamericus
A Bryconamericus a sugarasúszójú halak (Actinopterygii) osztályának pontylazacalakúak (Characiformes) rendjébe, ezen belül a pontylazacfélék (Characidae) családjába tartozó nem.
Ez a halnem a FishBase szerint a Stevardiinae alcsaládba tartozik.

## Tudnivalók
A Bryconamericus-fajok többsége Dél-Amerika édesvizeinek lakói, de több faj Közép-Amerikában is előfordul, vagy csak ott endemikus. Méretük fajtól függően 2,7-11,8 centiméter között változik.

## Rendszerezés
A nembe az alábbi 79 faj tartozik:
- Bryconamericus agna Azpelicueta & Almirón, 2001
- Bryconamericus alfredae Eigenmann, 1927
- Bryconamericus alpha Eigenmann, 1914
- Bryconamericus andresoi Román-Valencia, 2003
- Bryconamericus arilepis Román-Valencia, Vanegas-Ríos & Ruiz-C., 2008
- Bryconamericus bayano (Fink, 1976)
- Bryconamericus bolivianus Pearson, 1924
- Bryconamericus brevirostris (Günther, 1860)
- Bryconamericus bucayensis Román-Valencia, Ruiz-C., Taphorn & García-A., 2013
- Bryconamericus caldasi Román-Valencia, Ruiz-C., Taphorn B. & García-Alzate, 2014
- Bryconamericus carlosi Román-Valencia, 2003
- Bryconamericus caucanus Eigenmann, 1913
- Bryconamericus charalae Román-Valencia, 2005
- Bryconamericus cinarucoense Román-Valencia, Taphorn & Ruiz-C., 2008
- Bryconamericus cismontanus Eigenmann, 1914
- Bryconamericus cristiani Román-Valencia, 1999
- Bryconamericus dahli Román-Valencia, 2000
- Bryconamericus deuterodonoides Eigenmann, 1914
- Bryconamericus diaphanus (Cope, 1878)
- Bryconamericus ecai da Silva, 2004
- Bryconamericus ecuadorensis Román-Valencia, Ruiz-C., Taphorn B., Jiménez-Prado & García-Alzate, 2015
- Bryconamericus eigenmanni (Evermann & Kendall, 1906)
- Bryconamericus emperador (Eigenmann & Ogle, 1907)
- Bryconamericus exodon Eigenmann, 1907 - típusfaj
- Bryconamericus foncensis Román-Valencia, Vanegas-Ríos & Ruiz-C., 2009
- Bryconamericus galvisi Román-Valencia, 2000
- Bryconamericus gonzalezi Román-Valencia, 2002
- Bryconamericus grosvenori Eigenmann, 1927
- Bryconamericus guaytarae Eigenmann & Henn, 1914
- Bryconamericus guizae Román-Valencia, 2003
- Bryconamericus guyanensis Zarske, Le Bail & Géry, 2010
- Bryconamericus huilae Román-Valencia, 2003
- Bryconamericus hyphesson Eigenmann, 1909
- Bryconamericus icelus Dahl, 1964
- Bryconamericus ichoensis Román-Valencia, 2000
- Bryconamericus iheringii (Boulenger, 1887)
- Bryconamericus ikaa Casciotta, Almirón & Azpelicueta, 2004
- Bryconamericus lambari Malabarba & Kindel, 1995
- Bryconamericus lassorum Román-Valencia, 2002
- Bryconamericus loisae Géry, 1964
- Bryconamericus macarenae Román-Valencia, García-Alzate, Ruiz-C. & Taphorn, 2010
- Bryconamericus macrophthalmus Román-Valencia, 2003
- Bryconamericus megalepis Fowler, 1941
- Bryconamericus mennii Miquelarena, Protogino, Filiberto & López, 2002
- Bryconamericus microcephalus (Miranda Ribeiro, 1908)
- Bryconamericus miraensis Fowler, 1945
- Bryconamericus motatanensis Schultz, 1944
- Bryconamericus multiradiatus Dahl, 1960
- Bryconamericus novae Eigenmann & Henn, 1914
- Bryconamericus orinocoense Román-Valencia, 2003
- Bryconamericus ornaticeps Bizerril & Perez-Neto, 1995
- Bryconamericus oroensis Román-Valencia, Ruiz-C., Taphorn & García-A., 2013
- Bryconamericus osgoodi Eigenmann & Allen, 1942
- Bryconamericus pachacuti Eigenmann, 1927
- Bryconamericus patriciae da Silva, 2004
- Bryconamericus pectinatus Vari & Siebert, 1990
- Bryconamericus peruanus (Müller & Troschel, 1845)
- Bryconamericus phoenicopterus (Cope, 1872)
- Bryconamericus pinnavittatus Dagosta & Netto-Ferreira, 2015
- Bryconamericus plutarcoi Román-Valencia, 2001
- Bryconamericus pyahu Azpelicueta, Casciotta & Almirón, 2003
- Bryconamericus rubropictus (Berg, 1901)
- Bryconamericus scleroparius (Regan, 1908)
- Bryconamericus simus (Boulenger, 1898)
- Bryconamericus singularis Román-Valencia, Taphorn & Ruiz-C., 2008
- Bryconamericus stramineus Eigenmann, 1908
- Bryconamericus subtilisform Román-Valencia, 2003
- Bryconamericus sylvicola Braga, 1998
- Bryconamericus tenuis Bizerril & Auraujo, 1992
- Bryconamericus ternetzi Myers, 1928
- Bryconamericus terrabensis Meek, 1914
- Bryconamericus thomasi Fowler, 1940
- Bryconamericus tolimae Eigenmann, 1913
- Bryconamericus turiuba Langeani, Lucena, Pedrini & Tarelho-Pereira, 2005
- Bryconamericus uporas Casciotta, Azpelicueta & Almirón, 2002
- Bryconamericus zamorensis Román-Valencia, Ruiz-C., Taphorn B. & García-A., 2013
- Bryconamericus zeteki Hildebrand, 1938
- Bryconamericus yokiae Román-Valencia, 2003
- Bryconamericus ytu Almirón, Azpelicueta & Casciotta, 2004